# چیلکوت وینتون (کالیفرنیا)
چیلکوت وینتون (به انگلیسی: Chilcoot-Vinton) یک منطقهٔ مسکونی در ایالات متحده آمریکا است که در شهرستان پلوماس، کالیفرنیا واقع شده‌است. چیلکوت وینتون ۳۴٫۲۰۶ کیلومتر مربع مساحت و ۴۵۴ نفر جمعیت دارد.